# Le nozze di Prometeo
Le nozze di Prometeo (Les noces de Prométhée) è una cantata per coro ed orchestra del compositore francese Camille Saint-Saëns, su libretto di Romain Cornut.
È una composizione corale profana, catalogata come op. 19, che Saint-Saëns scrisse nel 1867 per il concorso legato all'Esposizione Universale che si tenne quell'anno a Parigi. Il brano vinse il primo premio, e il prestigioso riconoscimento rese famoso il trentenne Saint-Saëns a livello internazionale.

## Particolarità
L'esecuzione del brano all'Esposizione Universale viene ricordata anche per essere il primo caso documentato di uso del sarrusofono in una orchestra, strumento inventato nel 1856 e fino ad allora utilizzato solo dalle bande musicali. Il sarrusofono non era previsto nella partitura originale, ma fu usato in concerto in sostituzione di un controfagotto inutilizzabile. Particolare è anche l'utilizzo di 3 sassofoni (2 alti in mib e 1 baritono in mib) brevettati da Adolphe Sax il 21 marzo 1846.